# Ole Wegger (Schiff)
Das norwegische Walfang-Fabrikschiff Ole Wegger entstand 1928 durch Umbau aus dem britischen Tanker San Lorenzo. Das Fabrikschiff wurde im Zweiten Weltkrieg am 14. Januar 1941 im Südpolarmeer vom deutschen Hilfskreuzer Pinguin aufgebracht. Auf Wunsch der Seekriegsleitung (SKL) wurde es, wie auch die andere Einheiten der gekaperten norwegischen Walfangflotte, mit einer Prisenbesatzung in das von Deutschen besetzte Frankreich geschickt. Am 26. August 1944 wurde das Schiff bei Rouen als Blockschiff in der Seine versenkt.

## Baugeschichte
Das Schiff entstand als drittes Tankschiff der San-Fraterno-Klasse ab 1913 auf der Werft Swan Hunter in Wallsend. Es kam als viertes der zehn Schiffe der Klasse am 10. Februar 1914 in Dienst. Sie verfügten über 24 Ladetanks, die mit Längs- und Querschotten unterteilt waren. Die Tanks waren mit Heizschlangen beheizbar, um auch zähflüssige Öle transportieren zu können. Die für die Eagle Oil Transport Company gebauten Schiffe sollten vor allem Treiböl für die in der Umstellung von Kohle- auf Ölfeuerung stehende Royal Navy aus Mexiko nach Europa transportieren.
Im Ersten Weltkrieg diente sie als Flottentanker in Basen der Royal Navy. Am 3. Juni 1917 fuhr sie mit einem anderen Tanker, gesichert durch bewaffnete Trawler, ohne Ladung nordwestlich der irischen Küste. Die Zick-Zack laufenden Tanker wurden von dem deutschen Unterseeboot U 54 angegriffen, das einen Torpedo abfeuern konnte und die führende San Lorenzo traf. Der Tanker blieb liegen, bekam aber trotz erheblicher Schäden keine Schlagseite. Das U-Boot beobachtete den liegengebliebenen Tanker und die ihn unterstützenden Trawler. Als es am Morgen zu einem erneuten Angriff heranlief, war die San Lorenzo verschwunden. Der Kommandant nahm daraufhin an, er habe den Tanker versenkt, der aber mit eigener Kraft einen irischen Hafen erreichte und repariert werden konnte.
Nach Kriegsende wurde die San Lorenzo wie ihre überlebenden Schwesterschiffe für die Royal Dutch Shell eingesetzt.

## Umbau zur Walfangfabrik
Im Juli 1928 wurde die San Lorenzo von der Walfanggesellschaft "Ørnen" unter Søren L. Christensen gekauft, um sie zu einem Walfang-Fabrikschiff umzubauen. Da sie erst im September an die neuen Eigner übergeben wurde, war ein völliger Umbau bis zum Beginn der Fangsaison nicht möglich und sie ging unter dem neuen Namen Ole Wegger als Hilfsschiff auf ihre erste Reise in das Südpolarmeer. Erst nach Ende der Saison erfolgte im Sommer 1929 die komplette Umrüstung zum Fabrikschiff. Anders als das zuvor umgebaute Schwesterschiff C.A. Larsen erhielt die Ole Wegger noch keine Aufschleppe, um die von ihren Fangbooten erjagten Wale an Bord zu ziehen und so einfacher die Verarbeitung an Bord durchführen zu können.
Zum Einbau einer Aufschleppe im Heck wurde der Winter 1931/1932 genutzt, als die gesamte norwegische Walfangflotte auflag. Der Umbau erfolgte bei der Framnæs Mekaniske Værksted in Sandefjord und veränderte das Aussehen des Schiffes durch zwei relativ kurze Schornsteine auf den Seiten der Heckaufschleppe. Gleichzeitig wurden neue und zusätzliche Apparate zur Zerlegung und Verarbeitung der Wale eingebaut. Das Schiff wurde mit diesen Einrichtungen eines der modernsten Fabrikschiffe.

## Einsatzgeschichte
In ihrer ersten Saison als vollausgerüstetes Fabrikschiff 1929/1930 produzierte die Ole Wegger 81.627 Barrel Walöl. Die folgende Saison war anfangs sehr erfolgreich und sie hatte schon 114.500 Barrel Walöl produziert, als am 10. Januar 1931 im Eis ein Propellerblatt ganz und ein weiteres teilweise abriss. Begleitet von ihren fünf Fangbooten trat sie den Rückmarsch nach Kapstadt an. Da die das Öl abnehmende Gesellschaft dieses möglichst schnell erhalten wollte, dampfte die Ole Wegger nach erfolgter Notreparatur am 23. März aus Kapstadt Richtung Heimat, als die anderen Fabrikschiffe ihre Fangsaison im Südpolarmeer gerade beendeten.
Der folgende Winter 1931/1932, in dem die Flotte auflag, wurde zum Einbau einer Heckaufschleppe genutzt. In der folgenden Saison kam die Ole Wegger mit sechs Fangbooten zum Einsatz, während das zweite Fabrikschiff der Gesellschaft "Ørnen", die Falk (1891, 4503 BRT, 6.400 tdw), weiterhin nicht eingesetzt wurde. Mit über 120.000 Barrel Walöl erzielte die Ole Wegger erneut ein besseres Ergebnis. Sie war bis 1940 jede Saison im Einsatz. Ab 1935 koordinierte die Reederei A/S Thor Dahl den Einsatz des Schiffes, die auch die unterschiedlichen Gesellschaften gehörenden Fabrikschiffe Thorshammer (1914, 12.215 BRT, ex Tanker San Nazaro), Solglimt (1900, 12.246 BRT, ex Passagierdampfer Potsdam) und die unter amerikanischer Flagge fahrende Frango (1917, 6.400 BRT, ex Tanker Golea) bereederte. Die Schutzfristen für Wale verkürzten die Fangsaison in den folgenden Jahren und der Ole Wegger gelang es erst 1937/1938, ihr bisheriges Rekordergebnis mit 126.076 Barrel Walöl zu übertreffen.
Auch im Herbst 1939 liefen die norwegischen Walfänger trotz des Kriegsausbruchs in die Antarktis aus und es kam sogar zu einer Vereinbarung, die dem Vereinigten Königreich und dem Deutschen Reich feste Anteile an der zu erwartenden Walölausbeute sicherten. Der deutsche Angriff auf Norwegen kurz vor Ende der Walfangsaison hob dies auf und die meisten norwegischen Fabrikschiffe löschten ihre Ladung in den USA. Auch der Ole Wegger wurde der Marsch in die USA befohlen. Das am 24. März 1940 aus Kapstadt ausgelaufene Schiff erreichte über Trinidad am 3. Mai New York, wo es einen Monat verblieb und einen Teil der Ladung löschte. In den dann angelaufenen Häfen von New Orleans und Mobile wurde der Rest von Bord gegeben.

## Kriegseinsatz
Die seit dem 1. August 1940 in Halifax (Nova Scotia) liegende Ole Wegger wurde dort für eine neue Fangsaison ausgerüstet, zu der neben ihr noch die norwegischen Fabrikschiffe Thorshammer und Pelagos sowie die unter britischer Flagge fahrenden Svend Foyn und Southern Empress eingesetzt werden sollten. Die Ole Wegger verließ Halifax am 10. Oktober und lief über Curacao nach Rio de Janeiro, das am 8. November Richtung Südpolarmeer verlassen wurde. Am 14. Januar 1941 wurde sie beim Zusammentreffen mit der als Versorger eingesetzten Solglimt vom deutschen Hilfskreuzer Pinguin überrascht, der beide Schiffe und vier Fangboote (Pol VIII, Pol IX, Pol X, Torlyn) kaperte. Drei Fangboote konnten entkommen. Die Pol VII entkam, obwohl sie zum Zeitpunkt des Auftauchens des Hilfskreuzers längsseits der Ole Wegger lag. Globe VIII befand sich mit zwei erlegten Walen auf dem Rückweg zur Ole Wegger, als der Kapitän durch den Funk des Mutterschiffes misstrauisch wurde und dann auch selbst die Pinguin entdeckte. Er zog sich zurück und täuschte über Sprechfunk eine Havarie vor, um den ebenfalls noch auf Jagd befindlichen Walfänger Thorarinn zu sich zu locken. Beide Boote entkamen dann zur weiter westlich stehenden Thorshammer, zu der auch die Pol VII floh. Der deutsche Hilfskreuzer verzichtete auf eine Verfolgung, da er hoffte, die östlich stehende Pelagos noch zu überraschen, was auch gelang.
Der Kommandant der Pinguin beabsichtigte dann, die Solglimt und die Pelagos in das besetzte Frankreich zu schicken, da er für alle Schiffe und Boote nicht hinreichend Prisenpersonal für eine sichere Rückführung hatte. Die SKL befahl ihm jedoch, auch die Ole Wegger und die Walfänger zu schicken. Hinreichend Versorgungsgüter und Prisenbesatzungen sollte er vom Versorger Nordmark im Planquadrat Andalusien übernehmen.
Mitte Februar übernahm der Hilfskreuzer dort das auf der Nordmark gesammelte notwendige Personal und von der Prise Duquesa Versorgungsgüter. Die Prise wurde anschließend versenkt. Das aus Deutschland eingetroffene Versorgungsschiff Alstertor wurde mit dem Walfänger Pol IX zu den Kerguelen vorgeschickt, wo sich die Pinguin mit dem Hilfskreuzer Komet treffen wollte. Die Pinguin versorgte noch die Ole Wegger und die zehn anderen Fangboote für die Überführung nach Frankreich und folgte nach einem Treffen mit dem Schweren Kreuzer Admiral Scheer und dem Hilfskreuzer Kormoran der Alstertor.
Die Ole Wegger wurde nach dem 18. Februar mit zehn der Walfänger nach Frankreich entlassen und erreichte Bordeaux am 20. März 1941 mit acht Booten, darunter Pol VIII, Pol X und Torlyn.

## Endschicksal
Das Schiff wurde von der Kriegsmarine als schwimmender Stützpunkt ausgerüstet und in Cherbourg und später in Rouen eingesetzt. Im Sommer 1944 wurde es dann in der Seine als Blockschiff versenkt.
Im Oktober 1944 wurde es gehoben und dann im Dezember über Le Havre nach Falmouth geschleppt. Das Schiff wurde als nicht reparaturwürdig eingestuft und zum Abbruch verkauft. Im Mai 1946 wurde die Ole Wegger nach Göteborg geschleppt, wo sie bis 1947 abgebrochen wurde.